# PokerGO Cup

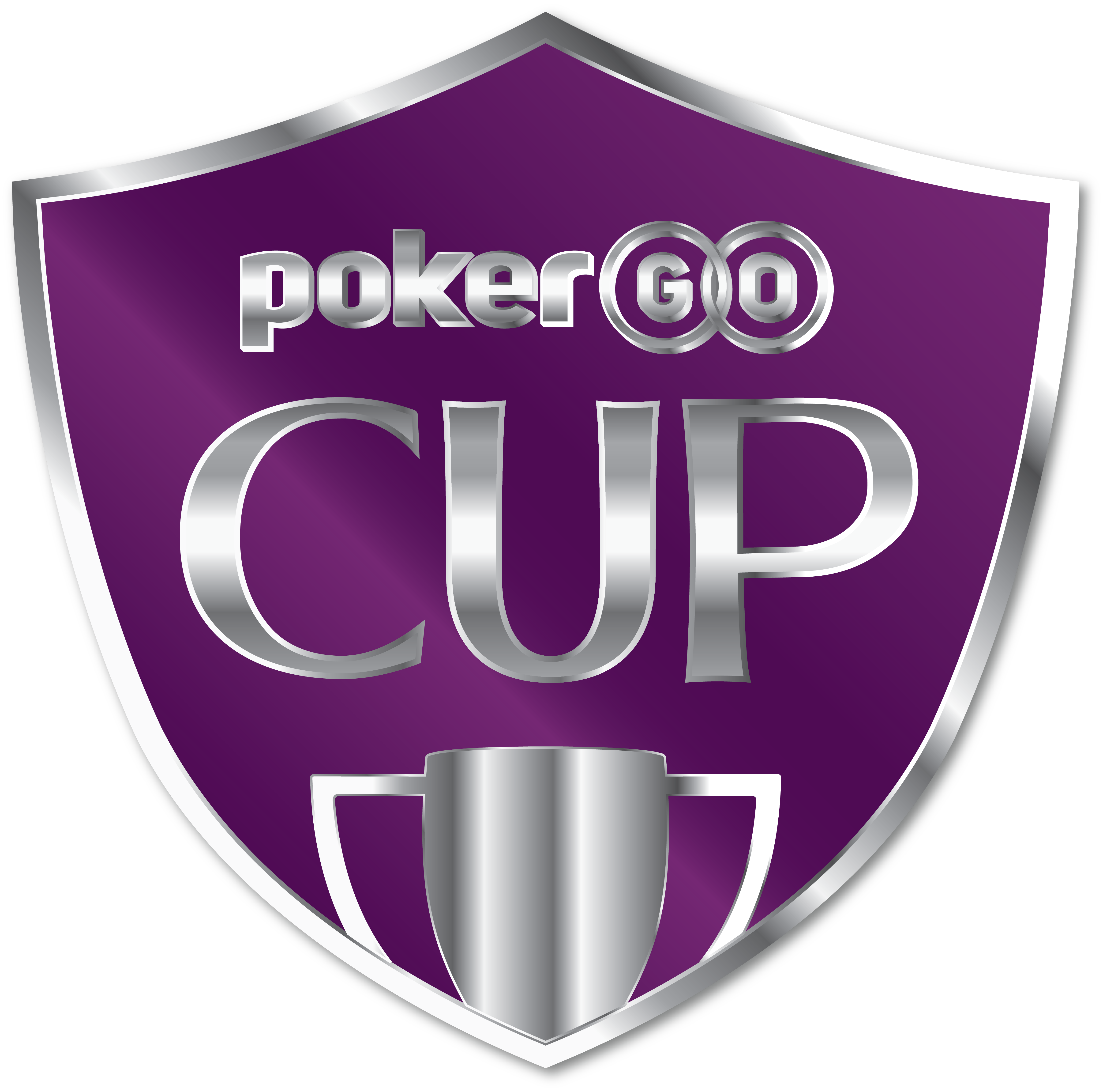
Logo des PokerGO Cup

Der PokerGO Cup ist eine Pokerturnierserie, die seit 2021 einmal jährlich im PokerGO Studio im Aria Resort & Casino in Paradise am Las Vegas Strip ausgespielt wird. Die gespielten Turniere haben Buy-ins von mindestens 10.000 US-Dollar und werden von Poker Central veranstaltet.

## Struktur

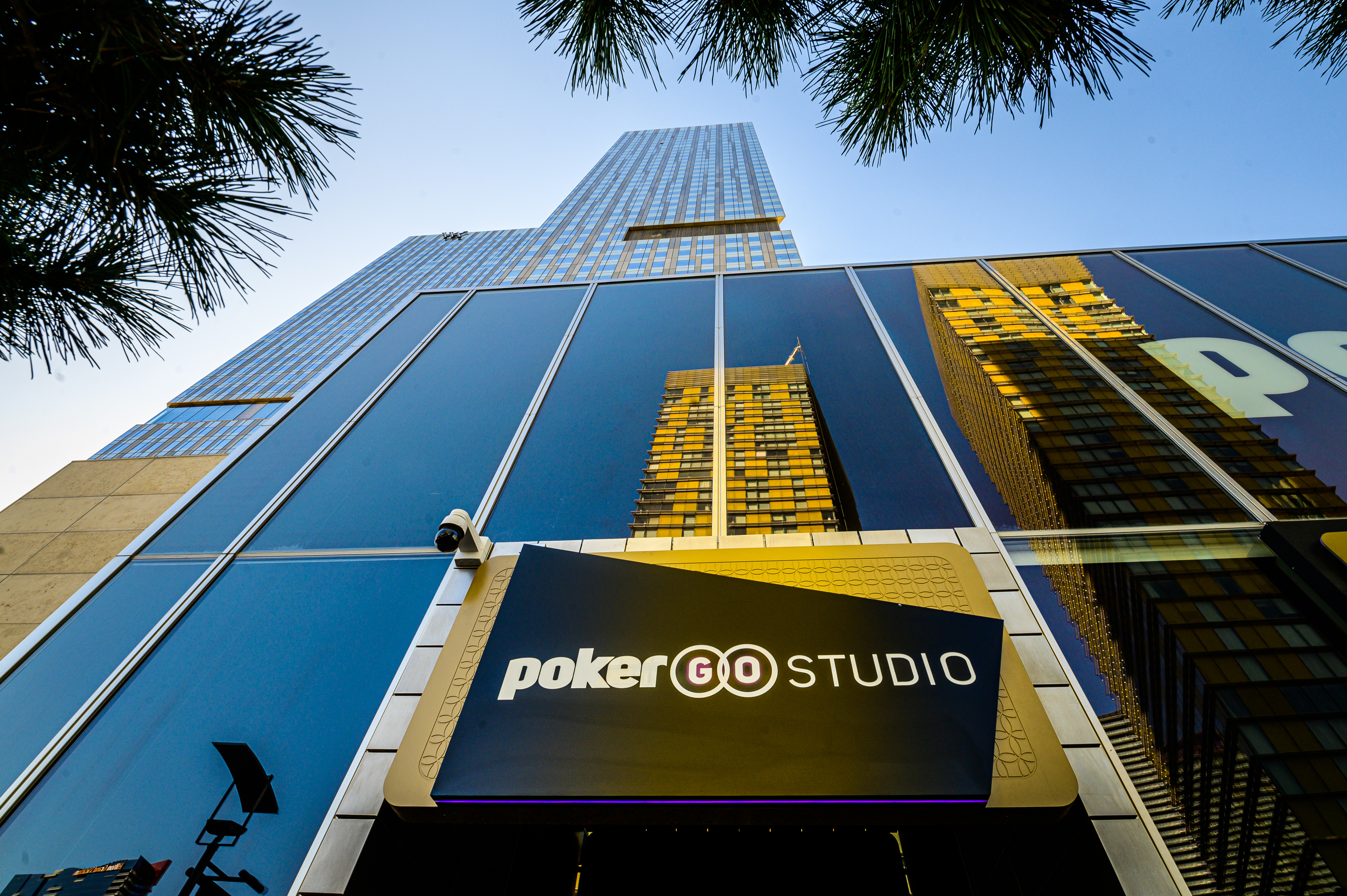
Das PokerGO Studio im Aria Resort & Casino (2019)

Bei den Turnieren wird die Variante No Limit Hold’em gespielt. Aufgrund der Buy-ins von mindestens 10.000 US-Dollar sind bei den Turnieren lediglich die weltbesten Pokerspieler sowie reiche Geschäftsmänner anzutreffen. Der erfolgreichste Spieler einer Austragung gewinnt eine Trophäe und erhält eine zusätzliche Prämie von 50.000 US-Dollar. Die Turnierserie ist jeweils Teil der PokerGO Tour, zu der zahlreiche über das Kalenderjahr gespielte hochdotierte Events zählen. Die meisten Finaltische dieser Tour, u. a. alle des PokerGO Cup, werden auf der Streaming-Plattform PokerGO gezeigt, auf der ein kostenpflichtiges Abonnement nötig ist.

## Bisherige Austragungen
| # | Jahr | Beginn        | Turniere | Erfolgreichster Spieler | Erfolgreichster Spieler | Erfolgreichster Spieler | Erfolgreichster Spieler | Erfolgreichster Spieler |
| # | Jahr | Beginn        | Turniere | Spieler                 | Herkunft                | Preisgeld (in $)        | Cashes                  | Siege                   |
| - | ---- | ------------- | -------- | ----------------------- | ----------------------- | ----------------------- | ----------------------- | ----------------------- |
| 1 | 2021 | 6. Juli 2021  | 8        | Daniel Negreanu         | Kanada                  | 996.200                 | 4                       | 1                       |
| 2 | 2022 | 2. Feb. 2022  | 8        | Jeremy Ausmus           | Vereinigte Staaten      | 824.500                 | 4                       | 1                       |
| 3 | 2023 | 11. Jan. 2023 | 8        | Cary Katz               | Vereinigte Staaten      | 655.800                 | 5                       | 0                       |
| 4 | 2024 | 25. Jan. 2024 | 8        |                         |                         |                         |                         |                         |